# Yumi Arai
Yumi Matsutoya (Tokio, 19 de enero de 1954), también conocida por su nombre artístico de soltera, Arai Yumi, es una cantante, compositora de canciones, pianista y letrista japonesa. Es conocida por su característica voz y sus presentaciones en vivo, y es una figura importante en la música popular de Japón.
Su nombre actual es 松任谷 由実 (en japonés Matsutōya Yumi).

## Biografía
Yumi nació en el barrio de Hachiōji, en Tokio. A los 13 años de edad, al graduarse en la Escuela de Artes Chinas, se puso el nombre de Yuming.
En 1972 se relanzó al espectáculo como solista con la banda sonora Henji wa Iranai (‘No es necesario que respondas’). Al año siguiente sacó su nuevo sencillo Hikoki-gumo. 
En 1976 se cambió el nombre por Arai Yumi, con el que lanzó el álbum The 14th Moon (‘la decimocuarta luna’).
Ese año (1976) cuando contaba con 22 años, se casó con su productor, Masataka Matsutoya. Entonces cambió su nombre por Yumi Matsutoya. En 1990 recibió el disco de oro del Grand Prix. Desde entonces comenzó a aparecer en comerciales de televisión.
Algunas de las canciones que la hicieron saltar a la fama fueron «Hikoki-gumo» y «Haru yo, Koi» (‘la primavera vendrá’), de 1994, que fue utilizada como música de apertura para un programa de televisión en el canal TV Tokyo. Su canción «Rouge no den'gon» (‘mensaje con lápiz labial’) fue elegida para ser el tema principal de la película de animé Majo no Takkyūbin de Studio Ghibli.

## Discografía

### Álbumes y sencillos

#### Como Yumi Arai
- ひこうき雲 (Hikōki-gumo) (1973).
- Misslim (1974).
- Cobalt Hour (1975)— Incluye el tema principal de la película Majo no Takkyūbin..
- 14番目の月:The 14th Moon (14-banme no Tsuki) (1976)

#### Como Yumi Matsutoya
- 紅雀 (Benisuzume) (1978).
- 流線形'80 (Ryūsenkei '80) (1978).
- Olive (1979).
- 悲しいほどお天気:Gallery in My Heart (Kanasii hodo Otenki) (1979).
- 時のないホテル(Toki no Nai Hotel) (1980).
- Surf and Snow Volume One (1980).
- 水の中のASIAへ (Mizu no Naka no Asia e) (1981).
- 昨晩お会いしましょう (Sakuban Oaisimashō) (1981).
- Pearl Pierce (1982).
- Reincernation (1983).
- Voyager (1983).
- No Side (1984).
- DA-DI-DA (1985).
- ALARM à la mode (1986).
- ダイアモンドダストが消えぬまに:Before the DIAMOND DUST fades... (Daiamondodasuto ga Kienumani) (1987).
- Delight Slight Light KISS (1988).
- Love Wars (1989).
- 天国のドア (The Gates of Heacen) (1990).
- Dawn Purple (1991).
- Tears and Reasons (1992).
- U-miz (1993).
- The Dancing Sun (1994).
- Kathmandu (1995).
- Cowgirl Dreamin'  (1997).
- スユアの波 (Suyua no nami, the Wave of Zuvuya) (1997).
- Frozen Roses (1999).
- Acacia (2001).
- Wings of Winter, Shades of Summer  (2002).
- Yuming Compositions:FACES (2003).
- VIVA! 6×7 (2004).
- A Girl in Summer (2006).

### Álbumes en vivo
- Yuming Visualive DA-DI-DA (1986).
- Yumi Arai the Concert with Old Friends (1996).

### Compilaciones

#### Como Yumi Arai
- Yuming Brand (1976).
- Yuming Brand Part-two  (1979).
- Yuming Brand Part-three (1981).
- Yuming Singles 1972-1976 (1987).
- Yuming History (1987).
- 決定盤～荒井由実　ベストセレクション (Ketteiban:Yumi Arai Best Selection) (1990).
- Yuming Collection (1992).
- Super Best Of Yumi Arai (1996).
- Yumi Arai 1972-1976 (Studio Albums box-set Compilation, 2004).

#### Como Yumi Matsutoya
- Album (1977).
- Neue Musik:Yumi Matsutoya Complete Best Volume One (1998).
- Yumi Matsutoya 1978-1989 (Studio Albums box-set Compilation, 1999).
- Sweet, Bitter Sweet:Yuming Ballad Best (2001).